# Калгачинское
Калга́чинское — пресноводное озеро на межселённой территории Онежского района Архангельской области.

## Общие сведения
Площадь озера — 7,8 км², площадь водосборного бассейна — 393 км². Располагается на высоте 178,6 метров над уровнем моря.
Форма озера продолговатая: оно почти на пять километров вытянуто с севера на юг. Берега преимущественно заболоченные.
С юго-западной стороны озера вытекает река Илекса, впадающая в Водлозеро.
В северную оконечность озера впадает река Верхняя. С северо-востока впадает река Нелокса.
Острова на озере отсутствуют.
С северо-востока к озеру подходит автозимник.
Населённые пункты вблизи водоёма отсутствуют. Ранее на восточном берегу находилась деревня Калгачиха, расселённая в 1950-х годах.
Код объекта в государственном водном реестре — 01040100311102000019121.
Озеро находится в северной части Водлозерского национального парка, в его рекреационной зоне.